# Andoni Ferreño
José Antonio "Andoni" Ferreño Morales (Ermua, 6 de abril de 1965) es un presentador de televisión y actor español, que también ha desarrollado parte de su carrera en Colombia.

## Biografía
Nació el 6 de abril de 1965 en la localidad vizcaína de Ermua, hijo de un constructor gallego y de una ama de casa de Guadalajara. Aunque comenzó la carrera de periodismo, pronto se dio cuenta de que su vocación era la interpretación y empezó sus estudios en la Escuela de Arte Dramático de Madrid. Se casó en 1992 con la pacense Paula Sereno, con quien tiene dos hijos: Gonzalo y Adriana.
Fue un destacado invitado en la boda del cómico Javier Cansado y su mujer Helena Hernández.

## En la cultura popular
Andoni Ferreño, en su condición de presentador de Vivan los novios, fue interpretado por su propio hijo Gonzalo en la recreación que la serie Veneno hace de dicho programa en el quinto episodio, emitido en octubre de 2020.

## Filmografía
- Soldadito español (1988) de Antonio Giménez-Rico.
- Pelotazo nacional (1993) de Mariano Ozores.
- Demasiado caliente para ti (1996) de Esteban Ibarretxe.
- Sólo se muere dos veces (1996) de Javier Elorrieta.
- Rotas (2016) de Luis Lorento.
- El crack cero (2019) de José Luis Garci.

## Televisión

### Presentador
- Telecupón (1990-1991) en Telecinco.
- Bellezas en la nieve (1991) en Telecinco.
- Desde Palma con amor (1991) en Telecinco.
- Vivan los novios (1991-1993) en Telecinco.
- Bellezas al agua (1992) en Telecinco.
- La Ruleta de la Fortuna (1994-1995) en Telecinco.
- Espejo secreto (1997-1998) en Televisión Española.
- Con la Primera al 2000 (1999) en Televisión Española.
- Con la Primera al 2001 (2000) en Televisión Española.
- Doble y más (2003), en Antena 3.[3]
- Verano 3 (2003) en Antena 3.[4]
- Entre amigos (2005) en Telemadrid.
- Noche Sensacional  (2007-2009) en algunos canales autonómicos.

### Actor
- Para Elisa (1993) en el papel de Pancho.
- La Revista: La estrella de Egipto (1995) en el papel de Jorge.
- Calle nueva (1997) en el papel de Luis.
- El comisario (1999) en el papel de Vidal.
- La ley y la vida (2000) en el papel de Lalo Ordoño.
- La verdad de Laura (2002) en el papel de Padre Miguel.
- La Pola (2010) en el papel de Francisco Javier Sabaraín.
- La piel que habito (2011) en el papel del doctor Antonio
- 5 viudas sueltas (2012) en el papel del doctor Melguizo.
- Los caballeros las prefieren brutas (2012) en el papel de "Gustavo Botero", padre de Alejandro Botero.
- El crack cero (2019).
- El vecino (2021) en el papel de Andoni.
- Amar es para siempre (2021-2023) en el papel de Lorenzo Bravo.
- Dos años y un día (2022) en el papel de Presentador.

## Radio
- El Txoko (2018-actualidad), en Radio 4G junto a Javier Ugarte.

## Teatro
- El anuncio de Omar Grasso.
- Sólo para mujeres de Sebastián Junyent.
- La huella (1991), de Anthony Shaffer.
- El amor es un potro desbocado (1994), de Luis Escobar.
- El eunuco (1998), de Terencio.
- Trampa para un hombre solo (2002), de Robert Thomas
- Celos del aire (2003), de José López Rubio.
- La venganza de la Petra (2006).
- Un marido de ida y vuelta (2007), de Enrique Jardiel Poncela.
- Maribel y la extraña familia de Miguel Mihura, musical de teatro.
- Mujer busca hombre (2009).
- Las cinco advertencias de Satanás (2011), de Enrique Jardiel Poncela.
- Hay que deshacer la casa (2014), de Sebastián Junyent.
- El clan de las divorciadas (2015), de Alil Vardar.
- Boeing Boeing (2022), de Marc Camoletti.

En la actualidad colabora esporádicamente en diferentes programas de la televisión y radio de España pero no presenta habitualmente ningún programa (2016-2018).